# Huawei Ascend G510
Huawei Ascend G510 u Orange Daytona es un teléfono inteligente de gama baja de acceso desarrollado por Huawei que salió a la venta en febrero de 2013. Tiene un aspecto similar al del Huawei Ascend Y300. Su Sistema Operativo es Android, versión 4.1 Jelly Bean. Admite tarjetas de memoria hasta 32 GB.

## Características
Según el mercado al cual está dirigido, Huawei ha presentado dos modelos de este teléfono: G510-T8951 (para su uso en redes GSM y TD-SCDMA) y G510-U8951 (adecuado para redes GSM y UMTS). Ambos modelos cuentan con un procesador de doble núcleo, pero el chipset de ambos difiere según el modelo: Qualcomm MSM8225 Snapdragon S4 Play en el modelo G510-U8951 y MediaTek MT6577 en el modelo G510-T8951. 
Sus dimensiones son de 13,4 x 6,7 x 0,99 cm y pesa 150 gramos. Su pantalla es LCD IPS de 4,5 pulgadas de diagonal con una resolución FWVGA de 480 x 854 píxeles y una densidad de 217 ppi (pixeles por pulgada) protegida con Gorilla Glass 2. Posee radio FM. Respecto a sus cámaras, la trasera es de 5 megapíxeles con una resolución de 2592 x 1940 píxeles y graba vídeo VGA; acompañada de un flash LED, autoenfoque y otras características como disparo por sonrisa o función panorámica. Posee también una cámara frontal VGA para aplicaciones de cámara web.

## Capa de personalización
Huawei ha desarrollado una interfaz de usuario denominada EmotionUI basada en el sistema operativo Android. EmotionUI en su versión 1.0 es muy personalizable y flexible, aunque tiene un consumo elevado de recursos.
La interfaz EmotionUI inicialmente estaba disponible para los usuarios en China, pero posteriormente ha estado disponible en otros idiomas. En las primeras versiones de EmotionUI, existía en algunos dispositivos un fallo a la hora de realizar llamadas, el micrófono de cancelación de ruido funcionaba incorrectamente, y se escuchaba reberberacion al otro lado de la línea, este fallo fue solventado con una actualización. Sus características principales son:
1. Personalización de la página inicial (home) y de las animaciones.
2. Acceso al servicio en la nube de Huawei.
3. Configuración de caracteres en chino.
4. Buscador de contactos inteligente.
5. Sistema de ayuda.
6. Eliminación del cajón de aplicaciones, mostrándose todas de un modo similar a iOS de Apple.
7. Introducción de perfiles personalizables (silencio, reunión, noche, normal, etc) que cambian el comportamiento del teléfono (timbre de llamada, uso de conexiones WiFi, volumen del altavoz, etc.)

## Rendimiento del equipo
De acuerdo a sus especificaciones técnicas, el Ascend G510, en cualquiera de sus versiones, es un equipo potente, rápido y fluido en cuanto a la cámara y la reproducción de vídeos, aunque puede sufrir en las llamadas a través de Skype y demás aplicaciones que requieren mayor rendimiento. Huawei ha desarrollado una tecnología de arranque rápido que permite el encendido del dispositivo en 5 segundos. Su batería de iones de litio tiene una capacidad de 1750 mAh, y permite un tiempo de espera de 320 horas (en redes 2G) y 340 horas (en redes 3G), además de un tiempo de conversación de 5 horas y 50 minutos en las redes 2G y 5 horas y 20 minutos en redes 3G.